# John Aarundel Theobalds
John Aarundel Theobalds, britanski general, * 1902, † 1944.